# Lio Scheggi
Lio Scheggi (Grosseto, 1º settembre 1948) è un politico italiano.

## Biografia
Ragioniere, nel 1967 iniziò a lavorare per la CNA di Grosseto e nel 1969 passò all'Unione Provinciale Commercianti, poi Confesercenti, assumendone la direzione provinciale. Dal 1981 al 1984 lavorò alla segreteria regionale della Confesercenti della Toscana, mentre dal 1988 ricoprì il ruolo di segretario provinciale della CNA.
Entrato in politica per il Partito Democratico della Sinistra, dal 1993 al 1997 fu assessore comunale a Grosseto nella giunta guidata dal sindaco Loriano Valentini. Alle elezioni provinciali di Grosseto del 1999, Scheggi venne candidato alla presidenza della provincia sostenuto dai Democratici di Sinistra, ai quali nel frattempo aveva aderito, Partito Popolare Italiano, Rifondazione Comunista, Partito Repubblicano Italiano, Socialisti Democratici Italiani e I Democratici. Il 13 giugno 1999 venne eletto presidente della Provincia di Grosseto al primo turno con oltre il 54% dei voti.
Fu rieletto presidente della provincia nel turno elettorale del 2004 – elezioni del 12 e 13 giugno – raccogliendo il 58% dei voti in rappresentanza di una coalizione di centro-sinistra. In Consiglio provinciale venne sostenuto per il suo secondo mandato da una maggioranza costituita da Democratici di Sinistra, La Margherita, Rifondazione Comunista e i Socialisti Democratici Italiani. Al termine del mandato, scaduto nel giugno 2009, annunciò il proprio ritiro dalla politica, per poi essere nominato componente della deputazione generale della Fondazione Monte dei Paschi di Siena.
Dal febbraio 2016 è vice-presidente dell'Isgrec (Istituto storico grossetano della Resistenza e dell'età contemporanea).
Nel settembre 2021 è nominato presidente dal consiglio direttivo dello stesso istituto dopo le dimissioni di Paolo Passaniti.